# Oona Castilla Chaplin

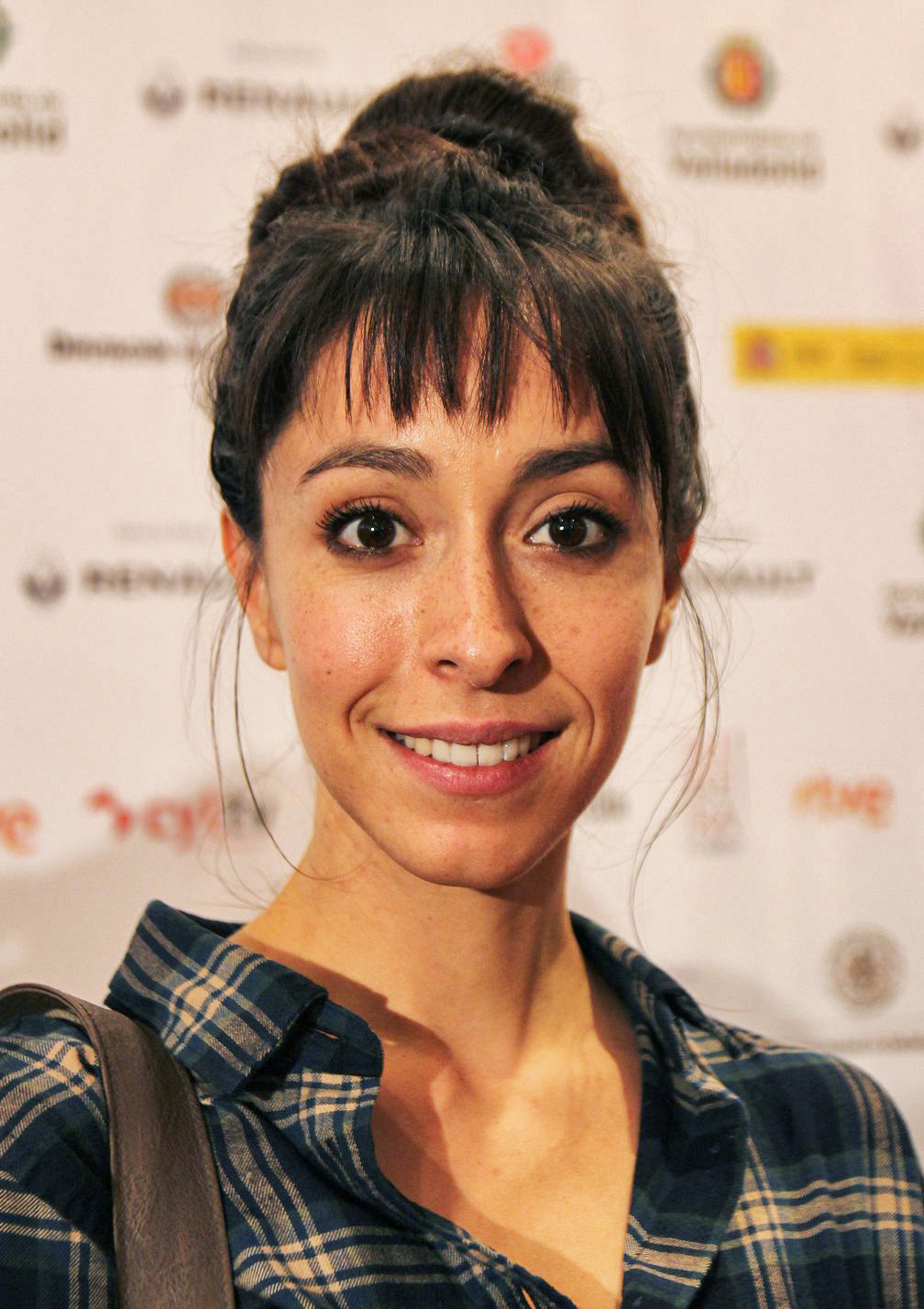
Oona Chaplin (2016)

Oona Castilla Chaplin (* 4. Juni 1986 in Madrid) ist eine spanische Schauspielerin.

## Leben
Chaplins Eltern sind Geraldine Chaplin und der chilenische Kameramann Patricio Castilla. Sie wurde nach ihrer Großmutter Oona O’Neill, der Tochter des amerikanischen Dramatikers und Literaturnobelpreisträgers Eugene O’Neill, benannt, ihr Großvater ist Charlie Chaplin. Sie wuchs zunächst in der Schweiz und Madrid auf, bevor sie im Alter von fünfzehn Jahren an der Privatschule Gordonstoun bei Elgin ausgebildet wurde. Nachdem sie Gordonstoun verlassen hatte, wurde sie in die Royal Academy of Dramatic Art in London aufgenommen, wo sie 2007 ihren Abschluss machte. Bereits mit 17 Jahren trat sie beim Edinburgh International Festival auf, wo sie ihren Großvater verkörperte. Eine erste kleine Nebenrolle spielte sie in dem James-Bond-Film Ein Quantum Trost. Wie schon in der Filmkomödie Inconceivable spielte sie in ihrer ersten filmischen Hauptrolle, im italienisch-spanischen Horrorfilm Imago Mortis, an der Seite ihrer Mutter, in der ersten cinematographischen Kooperation zweier Chaplins seit Jahrzehnten. In der zweiten und dritten Staffel der HBO-Serie Game of Thrones spielte sie die Heilerin Talisa Maegyr. 2013 spielte sie in der britischen Fernsehserie Dates die Rolle der Mia. 2017 spielte sie die weibliche Hauptrolle Zilpha Geary in der achtteiligen historischen Serie Taboo an der Seite von Tom Hardy.

## Filmografie (Auswahl)

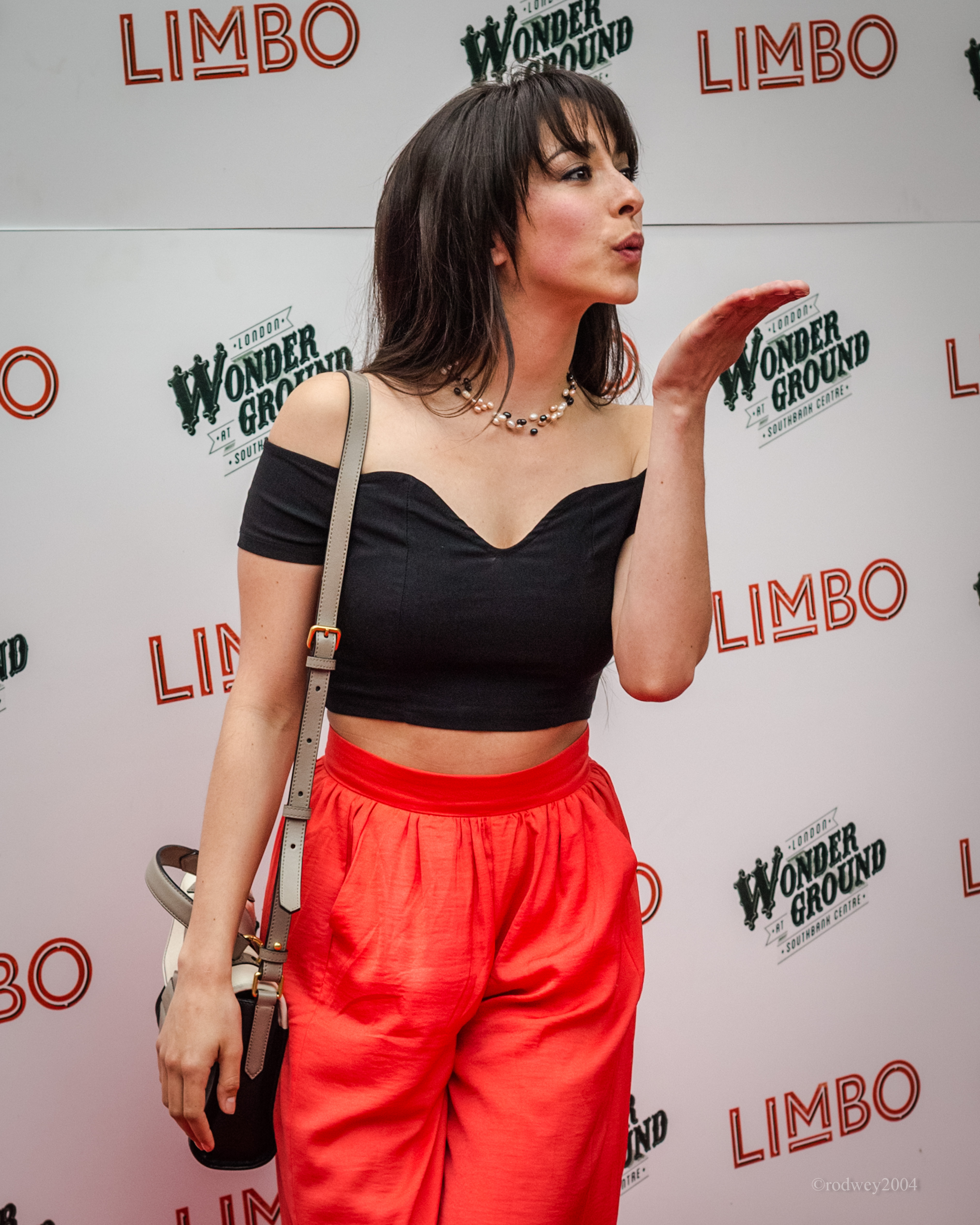
Oona Chaplin (2013)

- 2007: Spooks – Im Visier des MI5 (Spooks, Fernsehserie, Episode 6x02)
- 2008: Inconceivable
- 2008: Spooks: Code 9 (Fernsehserie, Episode 1x02)
- 2008: First, Love? (Kurzfilm)
- 2008: James Bond 007: Ein Quantum Trost (Quantum of Solace)
- 2009: Imago Mortis
- 2009: Pelican Blood
- 2010: Married Single Other (Fernsehserie, 3 Episoden)
- 2010: Vampyre Compendium (Kurzfilm)
- 2011: ¿Para qué sirve un oso?
- 2011: The Devil’s Double
- 2011: Salar (Kurzfilm)
- 2011–2012: The Hour (Fernsehserie, 12 Episoden)
- 2012: The Sorrows
- 2012: Sherlock – Ein Skandal in Belgravia (Sherlock: A Scandal in Belgravia, Fernsehfilm)
- 2012–2013: Game of Thrones (Fernsehserie, 11 Episoden)
- 2013: The F-Word – Von wegen nur gute Freunde! (The F Word)
- 2013: The Powder Room
- 2013: Dates (Fernsehserie, 5 Episoden)
- 2014: Aloft
- 2014: The Crimson Field (Fernsehserie, 6 Episoden)
- 2014: Black Mirror (Fernsehserie, Weihnachtsspecial)
- 2015: Kein Ort ohne dich (The Longest Ride)
- 2016: Realive
- 2017: Taboo (Fernsehserie)
- 2017: Anchor and Hope
- 2018: Mein Dinner mit Hervé (My Dinner with Hervé, Fernsehfilm)
- 2020: The Comey Rule
- 2022: Treason (Miniserie, 5 Episoden)